# Andrew Yang
Andrew Yang, né le 13 janvier 1975 à Schenectady (New York), est un entrepreneur américain, fondateur de Venture for America (en) (VFA). Membre du Parti démocrate, il est candidat aux Primaires présidentielles du Parti démocrate américain de 2020  et aux primaires démocrates pour les élections municipales à New York.
Le 5 octobre 2021, il annonce fonder un tiers parti nommé le Parti vers l'avant (en) (Forward Party).

## Biographie

### Enfance et études
Andrew Yang naît le 13 janvier 1975 à Schenectady dans l'état de New York de parents d'origine taïwanaise. Il effectue sa scolarité à l'Exeter Phillips Academy, puis à l'Université Brown dont il sort diplômé d'une licence en économie. Il étudie ensuite le droit au sein de l'Université Columbia.

### Carrière
En 1999 il commence sa carrière en tant qu'avocat d'affaires au sein du cabinet d'avocat new-yorkais Davis Polk & Wardwell (en). Il quitte la firme en 2000 pour lancer Stargiving.com, un site web à but philanthropique qui fermera un an plus tard à la suite de l'explosion de la bulle internet.
Il travaille avec l'administration Obama en 2015 en tant qu'ambassadeur présidentiel pour l’entreprenariat.

#### Venture for America
Andrew Yang annonce en 2011 la création de Venture for America, un organisme à but non lucratif ayant pour mission de créer des opportunités économiques dans diverses villes américaines en venant en aide aux jeunes entrepreneurs,.
Il se retire officiellement de la tête de Venture for America le 29 mars 2017.

### Parcours politique

#### Primaires présidentielles démocrates de 2020
Le 6 novembre 2017, il dépose sa candidature à l'élection présidentielle américaine de 2020 à la Commission électorale fédérale. Membre du parti démocrate, il participe aux primaires du Parti démocrate de 2020. Il se retire des primaires après des scores faibles dans les deux premiers états à voter (1 % dans l’Iowa et 2,8 % dans le New Hampshire). Le 10 mars 2020, il apporte son soutien à Joe Biden.
Yang attire l'attention des médias américains en promettant en cas d'élection l'instauration d'un revenu universel s'élevant à 1 000 dollars par mois,,. Mais les soutiens d'Andrew Yang ont vivement critiqués les médias pour ne pas l'avoir comptabilisé dans les infographies des sondages, bien qu'il ait reçu plus de voix que certains candidats ayant été comptabilisés, ou pour avoir moins parlé de lui que d'autres candidats moins importants,,.
À la suite de sa défaite, le 5 Mars 2020, il fonde la Humanity Fordward Foundation pour faire vivre sa proposition de revenu universel et a lancé plusieurs programmes pour démontrer le bienfondé de sa proposition.

#### Élections municipales de 2021 à New York
Le 13 janvier 2021, il annonce sa candidature aux élections municipales de la ville de New York.
Après la suspension de sa campagne lors des primaires présidentielles démocrates de 2020, Il est considéré comme un candidat potentiel aux élections municipales de 2021 à New York pour succéder au maire sortant Bill de Blasio, il exprime d'ailleurs un intérêt à la poursuite de ce mandat. En décembre 2020, le New York Times et The Hill rapportent qu'il a fait appel à Bradley Tusk et Chris Coffey, anciens stratégistes de Michael Bloomberg, et qu'il a rencontré Al Sharpton et le président du conseil municipal de New York Corey Johnson afin de préparer sa campagne. Il dépose sa candidature le 23 décembre 2020 et annonce sa campagne officiellement sur Twitter. Il reçoit les soutiens du député Ritchie Torres, de l'ancien directeur des communications à la Maison Blanche Anthony Scaramucci, de la comédienne Whoopi Goldberg ainsi que de Martin Luther King III.
Alors qu'il était au départ considéré comme favori du scrutin, il fait face à des critiques quant à son manque d'expérience et à la proposition de faire construire un casino sur l'Île du gouverneur pour en tirer des revenus,. Le soir du 22 juin 2021, il se retire de la course de la primaire démocrate pour la mairie de New York et reconnaît sa défaite après que les résultats du premier tour lui accordent la quatrième position avec un peu plus de 11 % des voix. Il déclare qu'il sera très content de travailler avec le gagnant de l'investiture démocrate peu importe qui l'emportera afin d'améliorer la vie des 8,3 millions de personnes qui habitent la ville. Il encourage tout le monde à faire de même.

#### Fondateur du Parti vers l'avant
Il annonce dans son livre En Avant : Notes sur le Futur de Notre Démocratie (en anglais : Forward: Notes on the Future of Our Democracy) fonder un tiers parti nommé le Parti vers l'avant (en) (Forward Party), dont les principaux objectifs sont la création de primaires ouvertes, le vote par classement, le revenu universel, une économie capitaliste basée sur l'humain et une limite de 18 ans de mandat pour les membres du congrès. Le parti soutiendra des candidats démocrates, républicains ou indépendants.

### Vie privée
Andrew Yang est marié et père de deux enfants. Il vit actuellement à New York.